# Trois Chansons populaires
Les Trois Chansons populaires sont trois mélodies d'Augusta Holmès écrites en 1883.

## Composition
La compositrice écrit ses Trois Chansons populaires en 1883, sur des poèmes écrits par elle-même. L'illustration de la première page de chaque mélodie est due à Louis Denis. Elles ont été éditées chez Durand, Schœnewerk et Cie,.

## Structure
Le recueil se compose de trois mélodies :
1. Les Trois Pages
2. Mignonne
3. La Princesse

## Poèmes

### Les Trois Pages
La mélodie est dédiée à M. Anatole Lionnet.
Le poème a été écrit par Augusta Holmès :
Il était un jour trois pages

Qui s'en allaient sur la mer ;

Il était un jour trois pages

Qui s'en allaient sur la mer ;

Des pleurs baignaient leurs visages

Le vent du large est amer !

''Il était un jour trois pages

Qui s'en allaient sur la mer ;

« Ma maîtresse est une blonde »

Dit le premier en pleurant

« Ma maîtresse est une blonde »

Dit le premier en pleurant

Je m'en vais sur l'eau profonde

Dans la tempête et le vent

« Pour oublier cette blonde »

Dit le premier en pleurant.

« Celle que je hais est brune »

Dit le second sans pleurer ;

« Celle que je hais est brune »

Dit le second sans pleurer ;

Et je jure par la lune

De vivre pour l'exécrer

« Celle que je hais est brune »

Dit le second sans pleurer.

Hélas ! moi, j'aime la Reine,

Et la Reine m'aime aussi

Hélas ! moi, j'aime la Reine,

Et la Reine m'aime aussi

Mais jamais quoi qu'il advienne

Je n'aurai grâce et merci

Hélas ! moi, j'aime la Reine,

Et la Reine m'aime aussi

### Mignonne
La mélodie est dédiée à la soprano Eugénie Thuringer.
Le poème a été écrit par Augusta Holmès :
Mignonne, qui dès le matin

Cueillez les fleurs nouvelles

Laissez les muguets et le thym,

Mes roses sont plus belles

Non, non ! je n'aime que les fleurs

De ma verte prairie,

Que les parfums et les couleurs

Des fleurs de la patrie.

Mignonne, j'ai de beaux vaisseaux

Qu'au loin la mer entraîne

Et des palais tout pleins d'oiseaux

Dont vous serez la Reine.

Non, non ! Je n'aurai pas d'adieux pour nos ruisseaux tranquilles

Et la fauvette chante mieux que les oiseaux des villes.

Mignonne, vois je suis le Roi,

Le conquérant suprême !

Prends ma couronne, elle est à toi

Prends mon cœur car je t'aime.

Non, non ! J'aime le souvenir de qui m'a tant chérie

Mon fiancé qui sût mourir pour la triste patrie.

### La Princesse
La mélodie est dédiée à Mme La Vicomtesse de Trédern, Jeanne-Marie Say.
Le poème est écrit par la compositrice :
La princesse est seule au jardin,

Gai, gai, la violette !

Elle a mis son vertugadin

Et son corsage incarnadin,

Gai, gai, la violette !

La princesse est seule au jardin.

Elle pense à son bel ami

Gai, gai, la violette !

Qui partit à la Saint-Rémy

Voilà deux ans plus qu'à demi,

Gai, gai, la violette !

Elle pense à son bel ami.

Il navigue en mer tout là-bas

Gai, gai, la violette !

Sur un beau navire à trois mats,

À dix canons pour les combats ;

Gai, gai, la violette !

Il navigue en mer tout là-bas.

« Qui chevauche au pied de ces tours ? »

Gai, gai, la violette !

Si c'est mon beau page d'amour

Apportez moi tous mes atours

Gai, gai, la violette !

« Qui chevauche au pied de ces tours ? »

Je suis l'envoyé de la mer,

Gai, gai, la violette !

Et j'apporte un message amer

Qui rougira votre œil si clair.

Gai, gai, la violette !

Je suis l'envoyé de la mer.

Votre ami ne reviendra pas

Gai, gai, la violette !

Vous serrer entre ses deux bras,

Car il est mort dans les combats.

Gai, gai, la violette !

Votre ami ne reviendra pas.

« J'aurai d'autres pages d'amour !

Gai, gai, la violette !

On ne peut pas pleurer toujours ;

Apportez moi tous mes atours !

Gai, gai, la violette!

J'aurai d'autres pages d'amour. »